# スティーブン・ボズワース

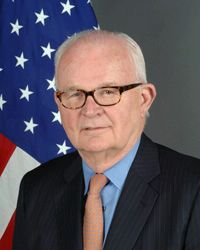
スティーヴン・ウォーレン・ボズワース

スティーヴン・ウォーレン・ボズワース（Stephen Warren Bosworth, 1939年12月4日 - 2016年1月3日）は、アメリカ合衆国の外交官。フレッチャースクールの学長。

## 略歴
- 1961年 ダートマス大学卒、国務省入省
- 1962年 - 1964年 在パナマ米国大使館副領事
- 1964年 - 1966年 国務省西半球局パナマ担当官
- 1967年 - 1971年 在スペイン米国大使館経済担当官
- 1971年 - 1974年 在フランス米国大使館経済担当官
- 1974年 - 1976年 国務省経済局燃料・資源部長
- 1976年 - 1979年 国務次官補代理（経済局資源・農業担当）
- 1979年 - 1981年 駐チュニジア米国大使
- 1983年 - 1984年 国務省政策企画本部長
- 1984年 - 1987年 駐フィリピン米国大使。
- 1995年 - 1997年 朝鮮半島エネルギー開発機構(KEDO)の事務総長
- 1997年 - 2001年 駐韓国米国大使。
- 2009年2月 - 2011年 北朝鮮担当特別代表。